# ハマミズナ科
ハマミズナ科（ハマミズナか、学名: Aizoaceae）は、被子植物の科で、約126属1,100種を含む。
和名に混乱があり、ツルナ科と呼ばれることも多いが、ツルナ属 (Tetragonia) と Tribulocarpus 属を狭義のツルナ科 (Tetragoniaceae) として分ける場合にはハマミズナ科の名が用いられる（ただし、現在はツルナもハマミズナ科に含めるのが普通である）。マツバギク科、メセン科などの通称も使われる。学名も Tetragoniaceae、Ficoideae などの旧称が使われることがある。また、かつてはザクロソウ科 (Molluginaceae) と一緒にしていたため、古い図鑑には「ザクロソウ科 Aizoaceae」などの表記もみられる。ハマミズナ科の植物は英語ではアイスプラント (iceplants) と総称され、狭義では耐寒マツバギク属 (Delosperma) やマツバギク属 (Lampranthus) を指す。日本語のアイスプラントはコモンアイスプラント (Mesembryanthemum crystallinum) を指すことが多い。

## 形態・生態
ほとんどが草本であるが、茎が木質化するものもある。
葉は一般に多肉（まれに鋸歯を持つ）であるが、扁平なものからマツバギクのように細いもの、また、リトープスのように極端に退化し茎と一体化して石ころのように見えるものまで、多種多様である。
花はほとんどの種で両性花、放射相称で、葉腋から1個または数個の花が出る。花弁はないか、または雄蕊由来の花弁が多数ある。がくは5枚前後で、下部が融合する。
果実は蒴果で、内部に1個または複数の種子を含む。

## 分布
多くの種が南アフリカ原産で、一部はオーストラリア、太平洋沿岸に分布し、砂漠や海岸に生育する。カルポブローツス・エドゥリスは世界的に帰化植物として広がっている。
日本本土に元来自生しているのはツルナだけであるが、琉球列島などにミルスベリヒユ（ハマミズナ）がある他、マツバギクやハナヅルソウ（ハナツルクサ）など野生化しているものが数種ある。

## 人間との関わり
多肉植物で、またマツバギクやリビングストンデージーをはじめとして花の美しさや特徴のある形のため、栽培されるものも多い。これらはかつて、大部分の種がメセンブリアンテマム属 にまとめられていたため、「メセン類」の通称で知られる。
マツバギクは春から秋にかけて成長・開花するが、リトプス属などは秋から春にかけて成長・開花して、夏季は休眠する。リトプス属の栽培は、秋に挿し芽・株分け・植え替えを行い、初夏ごろに断水して休眠させる。成長期は十分に水を与え、一秒でも長く陽に当てるのがコツである。低温・乾燥には耐えるが、高温期に多湿になったり、成長期に日光が不足すると、休眠中に枯死する。
Carpobrotus属、Delosperma属などの一部の植物は耐火性があり、防火用に植えられる。
ツルナ（英: New Zealand spinach）は太平洋沿岸に広く分布し、ホウレンソウと同じように日本も含め各地で食用にされる。ミルスベリヒユ（英: Sea-purslane、別名ハマミズナ、ハマスベリヒユ）は南アメリカ原産で、沖縄などに野生化している（これらもかつて食用にされた）。
近年は、新しい野菜としてバラフ（アイスプラント）が脚光を浴びたことがある。塩味のある新野菜というこの植物は本科に属する。

## 下位分類
- Acrodon
- Acrosanthes

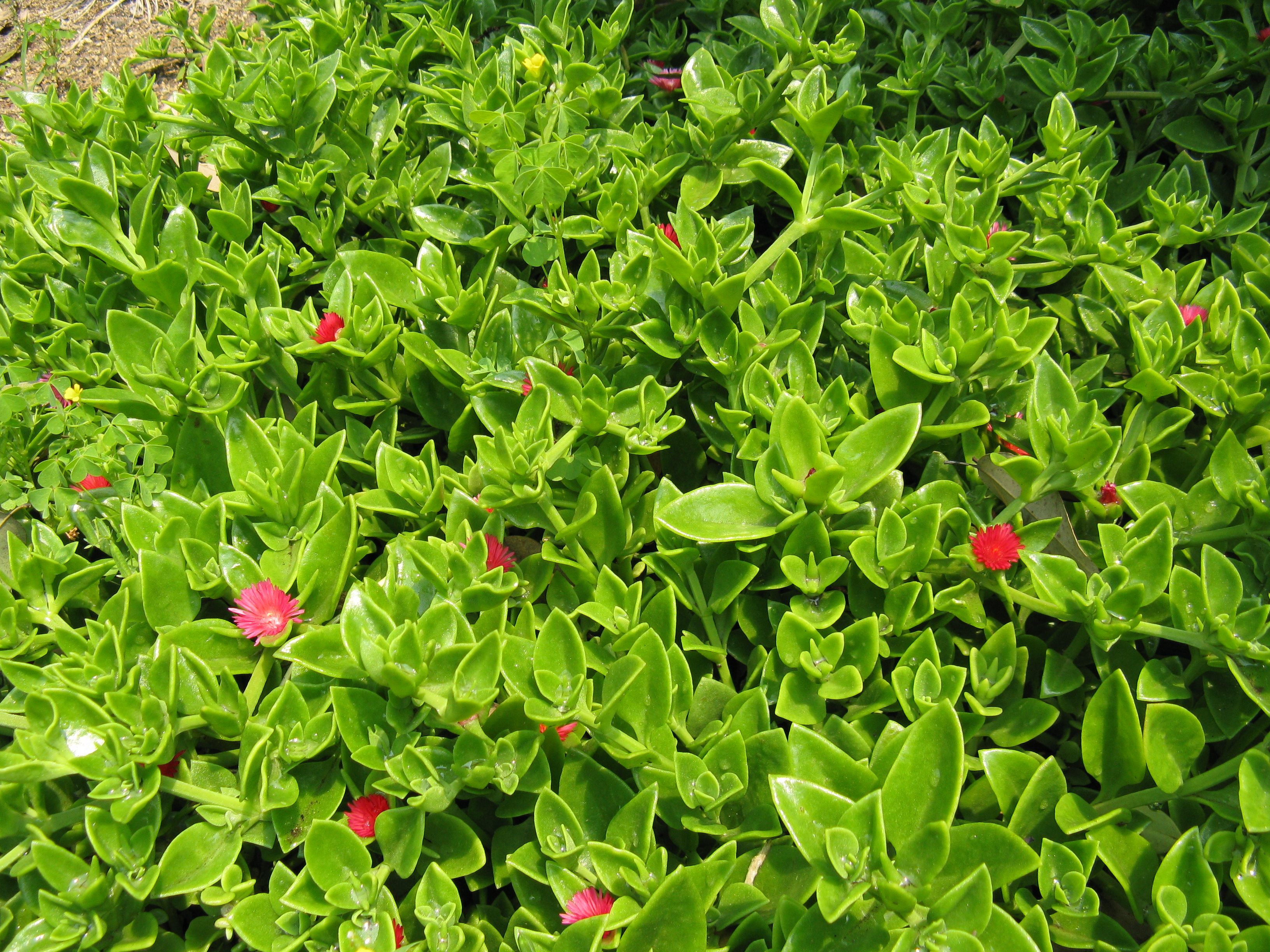
ハナヅルソウ

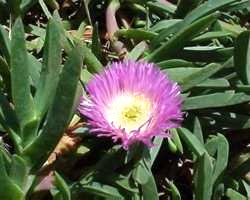
カルポブローツス・エドゥリス

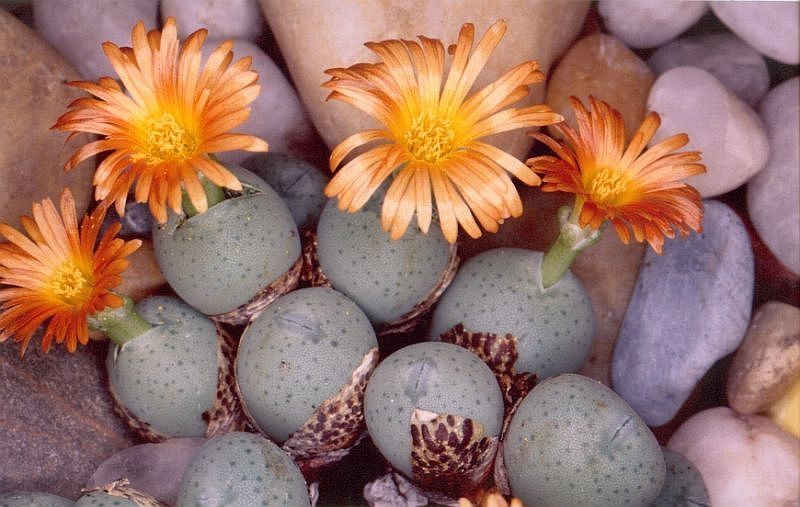
Conophytum auctum

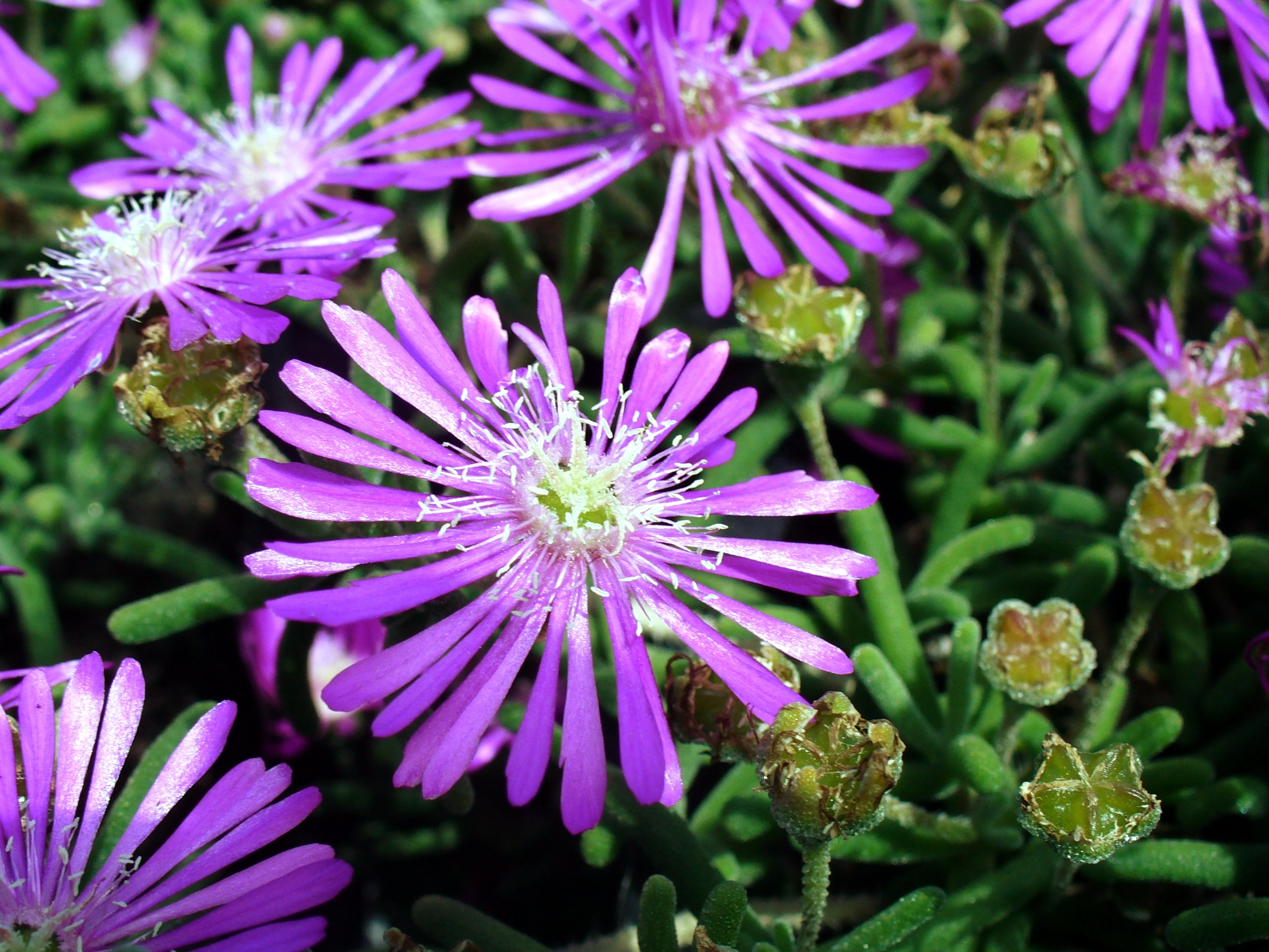
耐寒マツバギク

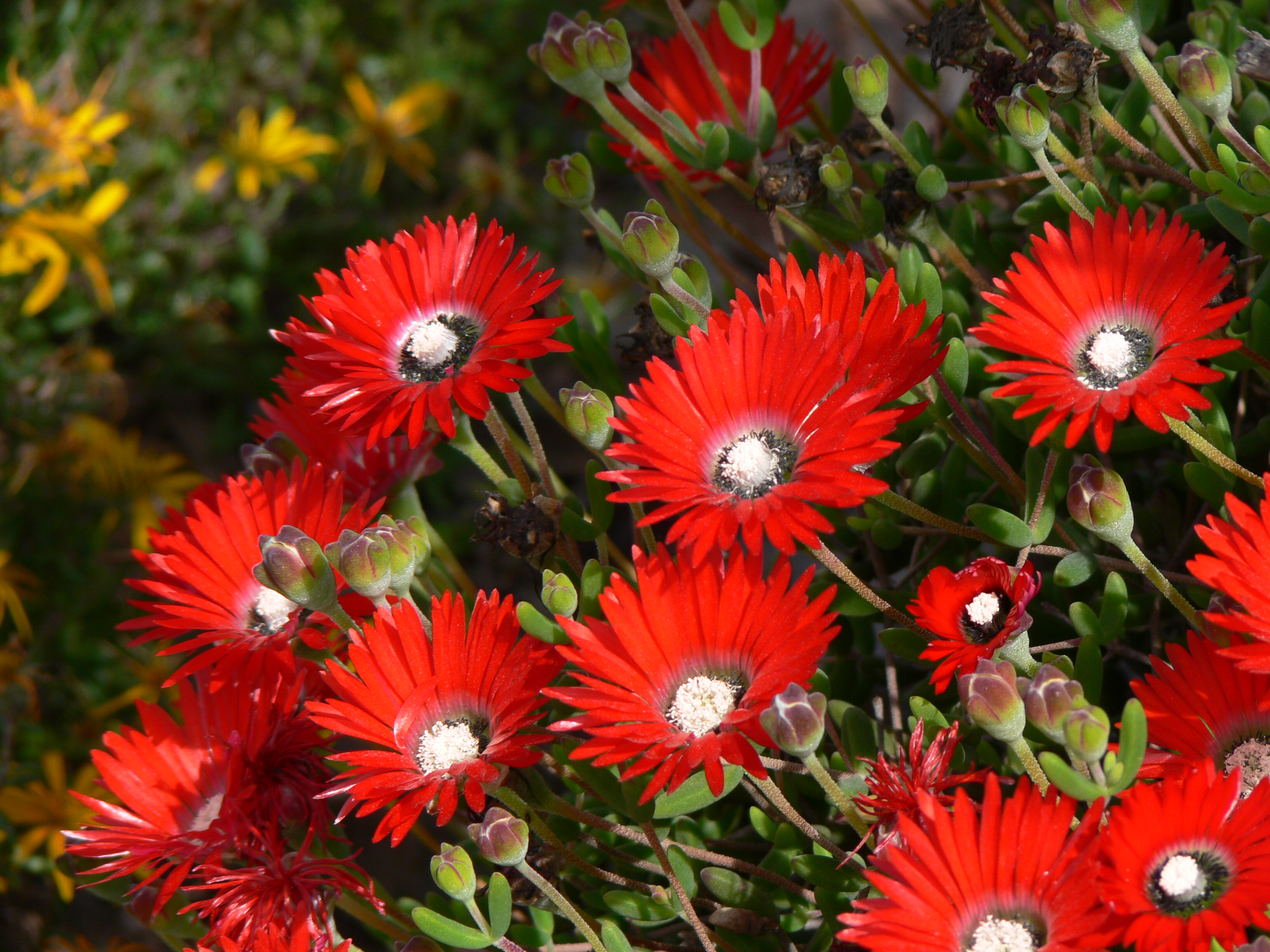
es

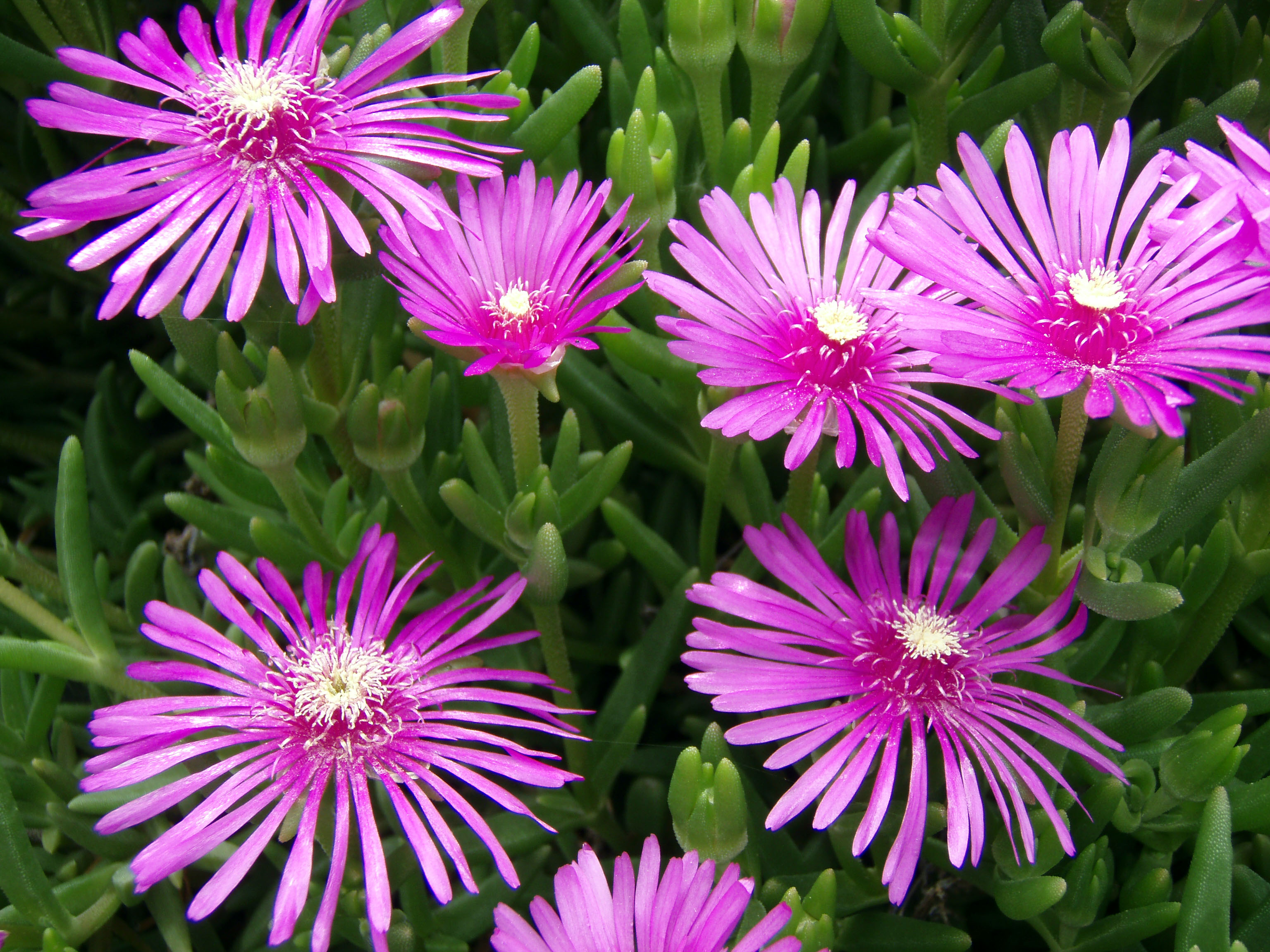
マツバギク

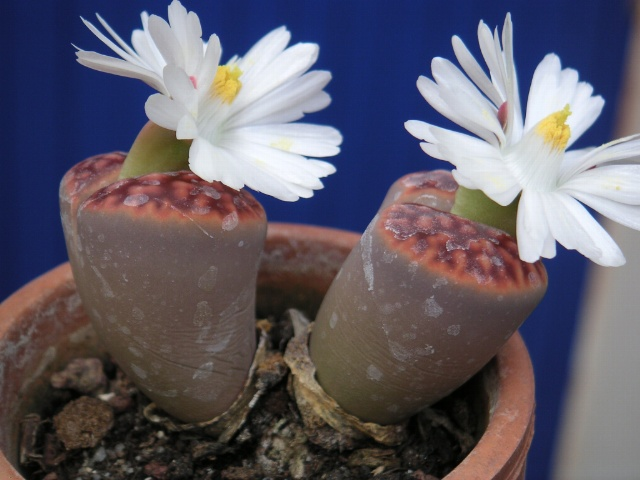
リトプス sp.

- Aethephyllum
- Aizoanthemum
- Aizoön
- Aloinopsis
- Amphibolia
- Antigibbaeum
- Antimema
- Apatesia
- アプテニア属 Aptenia - ハナヅルソウ（ハナツルクサ）
- Arenifera
- アルギロデルマ属 Argyroderma
- Aspazoma
- Astridia
- ベルゲランサス属 Bergeranthus
- Berrisfordia
- Bijlia
- Braunsia
- Brownanthus
- Carpanthea
- Carpobrotus
- Carruanthus
- Caryotophora
- Cephalophyllum
- Cerochlamys
- Chasmatophyllum
- ケイリドプシス属 Cheiridopsis
- Circandra
- Cleretum
- Conicosia
- コノフィツム属 Conophytum
- Corpuscularia
- Cylindrophyllum
- Cypselea
- Dactylopsis
- デロスペルマ属 Delosperma
- Dicrocaulon
- Didymaotus
- Dinteranthus
- Diplosoma
- Disphyma
- ドロテアンサス属 リビングストンデージー（ヘラマツバギク）
- Dracophilus
- Drosanthemopsis
- Drosanthemum
- Eberlanzia
- Ebracteola
- Enarganthe
- エキノス属 Erepsia
- Esterhuysenia
- ファウカリア属 Faucaria
- フェネストラリア属 Fenestraria
- フリシア属 Frithia
- Galenia
- ギバエウム属 Gibbaeum
- Glottiphyllum
- Gunniopsis
- Hallianthus
- Hereroa
- Herreanthus
- Hymenogyne
- Imitaria
- Jacobsenia
- Jensenobotrya
- Jordaaniella
- Juttadinteria
- Khadia
- マツバギク属 Lampranthus - マツバギク、ヒメマツバギク（英語版）
- ラピダリア属 Lapidaria
- Leipoldtia
- Limeum
- リトープス属 Lithops
- Machairophyllum
- Malephora
- メセンブリアンセマム属 Mesembryanthemum - バラフ（アイスプラント）
- Mestoklema
- Meyerophytum
- Mitrophyllum
- モニラリア属 Monilaria
- Mossia
- Muiria
- Namaquanthus
- Namibia
- Nananthus
- Nelia
- Neohenricia
- Octopoma
- Odontophorus
- Oophytum
- Ophthalmophyllum
- Orthopterum
- オスクラリア属 Oscularia
- Ottosonderia
- Phyllobolus
- Pleiospilos
- Plinthus
- Polymita
- Psammophora
- Pseudobrownanthus
- Psilocaulon
- Rabiea
- Rhinephyllum
- Rhombophyllum
- Ruschia
- Ruschianthemum
- Ruschianthus
- Saphesia
- Schlechteranthus
- Schwantesia
- Sceletium
- Scopelogena
- ミルスベリヒユ属 Sesuvium - ミルスベリヒユ（ハマミズナ）
- Skiatophytum
- スミクロスティグマ属 Smicrostigma
- Stayneria
- Stoeberia
- ストマティウム属 Stomatium
- Synaptophyllum
- Tanquana
- ツルナ属 Tetragonia - ツルナ
- ティタノプシス属Titanopsis
- スベリヒユモドキ属 Trianthema - スベリヒユモドキ（英語版）
- Tribulocarpus
- Trichodiadema
- Vanheerdea
- Vanzijlia
- Wooleya
- Zaleya
- Zeuktophyllum